# بو إليس
بو إليس (بالإنجليزية: Bo Ellis)‏ (8 أغسطس 1954 بشيكاغو في الولايات المتحدة - ) هو مدرب كرة سلة ولاعب كرة سلة أمريكي في مركز هجوم قوي الجسم. لعب مع دنفر ناغتس.

## وصلات خارجية
- بو إليس على موقع إن بي أي (الإنجليزية)
- بو إليس على موقع سبورتس رفرنس (الإنجليزية)
- بو إليس على موقع كلية كرة السلة في سبورتس رفرنس.كوم (الإنجليزية)
- بو إليس على موقع ريلجم (الإنجليزية)
- بو إليس على موقع بروبوليرز (الإنجليزية)
- بو إليس على موقع كلية كرة السلة في سبورتس رفرنس.كوم (الإنجليزية)